# ديفيد لويس ليدمان
كان ديفيد لويس ليدمان (11 يوليو 1905 - 18 سبتمبر 1982)، كاتبًا أمريكيًا للأدب البريدي في المجلات والكتب والصحف.

## الأدب الطوابعي
ألّف ليدمان عددًا من الكتب حول جمع الطوابع، من بينها "دليل نيويورك تايمز لجمع الطوابع" (نُشر عام 1970)، و"كنز الطوابع: 1200 طابع نادر وجميل بالألوان" (نُشر عام 1975)، و"عالم الطوابع وجمعها"، الذي شارك في تأليفه مع جون أبفيلباوم عام 1981. كما ألّف كتبًا أخرى، منها "هواية الطوابع تحت الصفر"، و"تاريخ بريد ألاسكا" (عام 1958)، و"دليل جامع أغلفة اليوم الأول" (عام 1976).
ساهم ليدمان بمقالات في مجال جمع الطوابع في صحيفتي شيكاغو سن-تايمز ونيويورك تايمز. كما حرّر مجلات "تشامبرز ستامبس جورنال"، و"فيلاتيلي"، و"إيساي-بروف جورنال"، و"مجلة طوابع البريد الأمريكية"، و"ذا كونغرس بوكس"، و"1851 سينتينيال بوك"، و"يو إس بيرفوريشن سينتينيال بوك"، وغيرها من منشورات الطوابع.

## النشاط الطوابعي
كان ديفيد لويس ليدمان ناشطًا في جمعيات هواة جمع الطوابع. كان أحد مؤسسي وحدة الكُتّاب الثلاثين في الجمعية الأمريكية لهواة جمع الطوابع، وعُيّن أول رئيس لها. شغل منصب نائب الرئيس في الجمعية الأمريكية لهواة جمع الطوابع، كما شغل منصب رئيس مجلس أمناء المكتبة الأمريكية لأبحاث هواة جمع الطوابع.

## التكريم والجوائز
نال ليدمان العديد من الأوسمة. وحاز على جائزة نيوبري الأولى عام 1945، وجائزة لوف عام 1946. وفي عام 1981، انتُخب لعضوية قاعة مشاهير الكُتّاب. وفي عام 1971، مُنح الميدالية الذهبية للجمعية الأمريكية لهواة جمع الطوابع لمساهماته المتميزة في الجمعية. كما أُضيف اسم ليدمان إلى قاعة مشاهير الجمعية الأمريكية لهواة طوابع البريد عام 1983.